# Kulin
Pour les articles homonymes, voir Kulin (homonymie).

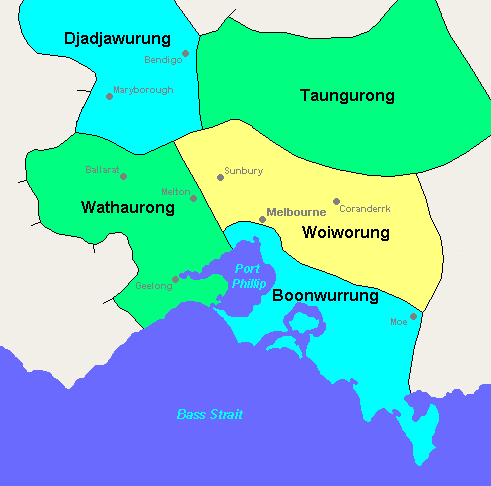
Carte des cinq langues de l'alliance Kulin

L'alliance Kulin est l'une des nations aborigènes vivant au centre de l'État de Victoria, près de Port Phillip et de Western Port. Elle est située dans la Cordillère australienne et dans les vallées du Loddon et du Goulburn de Victoria. À l'est de leur territoire se trouve le territoire du peuple Gunaï de Gippsland.
Il existe cinq langues différentes qui sont parlées par deux groupes distincts. Le groupe des Kulin de l'est inclut le Woiwurrung, le Bunurong, le Taungurong et le Ngurai-illam-wurrung. Le groupe occidental ne parle que le Wathaurung.
- Le Woiwurrung : parlé du Mont Baw Baw à l'est du Mont Macedon, et Sunbury et Gisborne à l'ouest. Les Wurrundjeri-willam étaient un clan qui occupait les abords du fleuve Yarra et de ses affluents. Ils étaient initialement désignés par les européens en tant que tribu Yarra. Les autres clans Woiwurrung incluent les Marin-Bulluk, les Kurung-Jang-Bulluk, les Wurundjeri-Balluk et les Balluk-willam. Désormais, les descendants de tous les clans Woiwurrung préfèrent le terme Wurundjeri pour les désigner.

- Le Bunurong : parlé par six clans le long des rivages du Werribee, sur la péninsule de Mornington, de la Baie de Western Port au Parc National de Wilsons Promontory. Ils étaient désignés par les européens sous le nom de tribu de Western Port ou de tribu de Port Philip. Le clan des Yalukit-willam occupait la petite bande de terre entre le Werribee et Williamstown. Bunurong est désormais le terme employé pour désigner tous les peuples qui parlent cette langue.

- Le Taungurong : parlé au nord de la Cordillère australienne, dans la vallée du Goulburn de Victoria près de Mansfield, Benalla et Heathcote. Les européens parlaient d'eux en les désignant comme tribu du Goulburn. Taungurong est désormais le nom sous lequel sont désignés les peuples de ce groupe linguistique.

- Le Ngurai-illam-wurrung : parlé par 16 clans des peuples Jaara (ou Jajowrong) dans les alentours de Murchison, dans la région des hauts plateaux du centre, à l'est de Kyneton, à l'ouest des Pyrénées, au nord de Boort et au sud de la Cordillère australienne. Ils étaient nommés tribu de la rivière Broken ou aborigènes du Loddon, par les Européens.

- Le Wathaurung : parlé par 15 clans au sud de la rivière Werribee et de la péninsule de Bellarine jusque Streatham. On les désigne sous le nom de peuple Barrabool. Le fugitif, William Buckley, vécut dans leur communauté pendant 32 ans, entre 1803 et 1835, avant d'être retrouvé par John Batman le 6 juillet 1835.